# FIGRA
FIGRA (Figra, Festival international du grand reportage d'actualité) — ежегодный кинофестиваль документального кино и одноимённая премия этого фестиваля. Проводится с 1993 года в марте-апреле в Ле-Туке-Пари-Плаж на севере Франции.

## История
Кинофестиваль основан Жоржем Марк-Буаре (Georges Marque-Bouaret) в 1993 году. Тематикой фестиваля являются прежде всего остросоциальное вопросы, раскрываемые самими репортёрами, выступающими и как режиссёры. Таким образом, по словам основателя, им предоставляется возможность «выйти на свет из тени» новостных компаний, в которых они работают.
В 2016 году фестиваль проходит с 30 марта по 3 апреля .

## Основные номинации
- Большой приз FIGRA за фильм длительностью от 40 минут
- Большой приз FIGRA за фильм длительностью менее 40 минут
- Приз за лучшее журналистское расследование
- Приз имени Оливье Кемене[фр.] от организации «Репортёры без границ»